# Missa in Angustiis

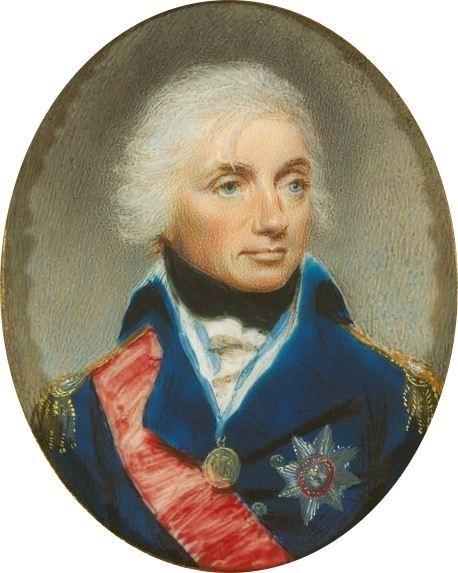
Lord Nelson.

La Missa in Angustiis (« Messe pour les temps difficiles » ou « pour les temps d'angoisse »), dite encore Lord Nelson mass (Hob. XXII:11), en ré mineur, est l'une des quatorze messes écrites par Joseph Haydn. 
Créée le 23 septembre 1798, elle est la onzième de ces messes, et l'une des six composées lors de la dernière période de sa vie, entre son retour de Londres en 1795 et l'arrêt de sa carrière de compositeur en 1802. Elle est du fait de son souffle dramatique continu, de sa sonorité spécifique et de sa tonalité sombre (ré mineur) « la messe la plus populaire de Haydn » et l'un des ouvrages aujourd'hui considérées comme le point culminant de la composition liturgique de Haydn.

## Hypothèses relatives aux différentes appellations
Le manuscrit autographe, daté du 31 août 1798, à Eisenstadt, et  conservé à Vienne, est simplement intitulé Missa. La Messe en ré mineur n’a donc pas plus de titre « original » que les messes 12 à 14. Pourtant, la description du premier catalogue des œuvres de Haydn, dit Entwurf-Katalog,  indique les mots Missa in Angustijs (avec l’orthographe alors courante). L’expression, rare, peut se traduire par « Messe dans l’angoisse », ou « dans les temps d’angoisse » (ou « dans la rigueur »). L’expression « in angustijs » peut signifier « composée en peu de temps » (une cinquantaine de jours) ; à moins qu’il ne s’agisse d’une allusion à l’effectif restreint (sans bois ni cors, pour l'original), dû aux soucis d’économie du prince Nicolas II Esterházy, le nouvel employeur de Haydn à cette époque. 
Le surnom Nelson, quant à lui, est apocryphe. Il s’explique néanmoins, relativement à plusieurs circonstances.

### Circonstances de composition
L’été 1798 est celui de l'expédition égyptienne de Bonaparte, soldée par la destruction, le 1er août, devant Aboukir, de la quasi-totalité de la flotte française par la flotte anglaise, commandée par l'amiral Nelson. Haydn ignorait tout des événements d'Égypte, pendant qu’il travaillait au calme d’Eisenstadt. La seule « angoisse » envisageable ne peut être, à ce moment, que celle de l’incertitude des événements militaires en cours - ou de ne pouvoir finir le travail à temps.

### Circonstances de création
La  nouvelle ne parvient à Vienne que le 15 septembre 1798 (journal du comte Zinzendorf). Elle est annoncée dans la Wiener Zeitung le 22 septembre, à la veille de la création de la Messe, le 23. L’angoisse du surnom original fut peut-être appliquée rétrospectivement, par un auditeur anonyme, ou par Haydn lui-même, au climat ayant immédiatement précédé l’annonce du premier revers français significatif.

### Circonstances ultérieures
Deux ans plus tard (août 1800), Nelson, sa maîtresse Lady Hamilton et leur suite, passèrent à Vienne, puis à Eisenstadt, du 6 au 9 septembre, et furent partout célébrés. Quatre concerts furent donnés, dont un dirigé, peut-être par Haydn - qui ne composa pas de Messe cette année-là. On ignore tout des détails musicaux. Les archives étudiées par Robbins Landon montrent des frais supplémentaires pour « quatre trompettes et un joueur de timbales » - éventuellement engagés comme supplémentaires pour la Missa in Angustijs - si elle fut jouée cette année-là. L’hypothèse est probable, mais non avérée. 
Nelson aurait offert une montre à Haydn, anglophile convaincu, en retour d’un porte-plume usagé qu’il l’aurait prié de lui céder. 
Aucune attestation du titre Nelson, de la main de Haydn, n’existe. Plusieurs document, pourtant, datant de la fin de sa vie témoignent de la précocité de cette appellation. En 1829, Vincent Novello, évoquant la Messe, apprend d'un correspondant que l’œuvre est connue en Allemagne sous le nom de Nelson : « mais la raison pour laquelle on lui donne ce titre particulier, il n’a pas pu me l’expliquer… » écrit Novello. 
La Nelsonmesse est connue en Angleterre sous les noms, parfaitement fantaisistes, d’Imperial Mass (Messe impériale) ou de Coronation Mass (Messe du couronnement).
La Missa in Angustiis fut sans doute redonnée à Eisenstadt en 1801. Après la mort de Haydn, elle fut jouée notamment à Naples en 1817, 
en présence de Spohr pour l'anniversaire du prince Nicolas.Schubert devait la diriger en 1820 à Vienne. Son propre Kyrie en ré min (D.49, 1813) montre “qu’il avait alors en mémoire celui de Haydn. 
La Missa in Angustiis fut exécutée en 1932, pour le transfert des cendres de Haydn dans la Bergkirche.

## Instrumentation
La Missa in Angustiis possède deux instrumentations distinctes.

### Instrumentation originale (1798)
Chœur : sopranos, alti, ténors, basses. Quintette à cordes,  3 trompettes, timbales, orgue (konzertierende Orgel).

### Édition de 1803
Chœur : sopranos, alti, ténors, basses. Quintette à cordes, flûte, 2 hautbois, 2 clarinettes, 2 bassons, 2 cors, 3 trompettes, timbales.
Le Prince Nicolas II  avait congédié, en 1798, pour faire des économies, son ensemble de hautbois, clarinette, cors et bassons. Ces instruments, n’apparaissent en conséquence ni dans la Missa in Angustiis, ni (sauf 2 clarinettes) dans la Theresienmesse  (1799). La « sonorité entièrement individuelle » de la version originale de la Messe en ré mineur est due à son instrumentation à trois trompettes, timbales, cordes et orgue, sans bois. 
Mais, préparant pour le compte de Haydn, une édition de l'ouvrage en 1803, Griesinger écrit à Breitkopf, le 4 décembre 1802 : « Haydn m’a dit avoir pour la messe en question confié à l’orgue les parties habituelles de vents, car à l’époque le Prince Estherhazy avait congédié ses instrumentistes à vent. Mais il vous conseille pour l’impression de confier à des vents tout ce qui dans la partie d’orgue apparaît obligé. ». Dans l’édition de 1803, les bois remplacent donc l’orgue, avec semble-t-il l'assentiment de Haydn.  L'arrangement avec bois, sans orgue, paraît avoir été confié par Breitkopf à August Eberhard Müller. Certaines parties de trompettes en sont fréquemment altérées.
En outre, le texte de la partition offre d'autres difficultés. On ne sait pour quelle raison Haydn retoucha à plusieurs reprises les notes hautes de la soprano (Kyrie) et du ténor (Gloria). La version « grave », qui apparaît souvent frustrante, a été enregistrée par Nikolaus Harnoncourt.

## Organisation
Les cinq parties traditionnelles de la messe sont mises en musique : Kyrie, Gloria, Credo, Sanctus et Benedictus, Agnus Dei et Dona nobis. Conformément à la tradition de la Missa solemnis (messe solennelle), les sections longues de texte (Gloria, Credo en particulier ) peuvent être mises en musique de manière discontinue, de manière à traduire de manière expressive chaque aspect du texte (« crucifixus » / « resurrexit » par exemple, dans le Credo). 
I. Kyrie. Allegro moderato : ré mineur ; « Christe » : fa majeur ; Kyrie : ré mineur. Forme sonate.
II. Gloria. Allegro - Adagio - Allegro : ré majeur. 
Forme ternaire : A : « Gloria... » ;  B : « Qui tollis... miserere nobis ». Adagio : si bémol majeur ; A' : « Quoniam... ». Allegro : ré majeur. « Amen » final fugué.
III. Credo. Allegro con spirito - Largo - Vivace : ré majeur. 
3 parties principales : « Credo in unum... » Allegro con spirito  : ré majeur ; « Et incarnatus est... »". Largo : sol majeur - sol mineur (« Crucifixus ») ; « Et resurrexit ». Vivace : si mineur - ré majeur.
IV. Sanctus. Adagio - Allegro : ré majeur.
Sanctus. Adagio : ré majeur ; « Benedictus ». Allegretto : ré mineur ; « Osanna in excelsis ». Allegro : ré  majeur (retour partiel du « Sanctus »), fugué.
V. Agnus Dei. Adagio - Vivace : sol majeur - ré majeur.
Agnus Dei. Adagio : sol majeur ; « Dona nobis pacem ». Vivace : ré majeur (forme sonate fuguée).